# Wołoka (rejon wyżnicki)
Wołoka (ukr. Волока) – wieś na Ukrainie, w obwodzie czerniowieckim, w rejonie wyżnickim, w hromadzie Waszkowce. W 2001 liczyła 486 mieszkańców, wśród których 483 wskazało jako ojczysty język ukraiński, 2 rosyjski, a 1 inny.